# 莱茵-内卡城市快铁
萊茵-內卡城市快鐵（德語：S-Bahn RheinNeckar）是德國的一個S-Bahn交通系統，服務範圍包括曼海姆、海德堡和路德維希港等都市。萊茵-內卡城市快鐵的總長度超過320公里，路線橫跨莱茵兰-普法尔茨州和巴登-符腾堡州，此外也有小部分路線位於薩爾蘭邦和黑森邦。萊茵-內卡城市快鐵是德國規模最大的S-Bahn系統之一。

莱茵-内卡城市快铁 (2019年)